# 马尔格斯多夫
马尔格斯多夫是德国巴伐利亚州的一个市镇。总面积11.50平方公里，总人口1204人，其中男性616人，女性588人（2011年12月31日），人口密度105人/平方公里。

## 友好城市
- 賈科沃 2004年